# Port Hedland Town
Koordinaten: 20° 18′ S, 118° 36′ O

Der Town of Port Hedland ist ein lokales Verwaltungsgebiet (LGA) im australischen Bundesstaat Western Australia. Das Gebiet ist 18.431 km² groß und hat etwa 15.000 Einwohner (2016).
Port Hedland liegt an der australischen Nordwestküste etwa 1300 Kilometer nördlich der Hauptstadt Perth. Der Sitz des Town Councils befindet sich in der Stadt Port Hedland, wo etwa 13.800 Einwohner leben (2016).

## Verwaltung
Der Port Hedland Council hat acht Mitglieder, sieben Councillor und der Mayor (Bürgermeister) und Vorsitzende des Councils werden von allen Bewohnern der LGA gewählt. Port Hedland ist nicht in Bezirke unterteilt.